# Kun de 'gamle' går i kamp
Kun de 'gamle' går i kamp (russisk: В бой идут одни «старики») er en sovjetisk spillefilm fra 1973 af Leonid Bykov.

## Medvirkende
- Leonid Bykov som Titarenko
- Sergej Podgornyj som Sjjedronov
- Sergej Ivanov som Aleksandrov
- Rustam Sagdullajev som Sagdullajev
- Jevgenija Simonova som Masja